# Un sospero/Ea-rio
Un sospero è il secondo singolo del gruppo musicale italiano Daniel Sentacruz Ensemble, pubblicato nel 1974 come secondo estratto dall'album Soleado.

## Descrizione
La title track del singolo, Un sospero, è divenuta celebre come commento sonoro della serie di caroselli Quel pignolo di Mike Bongiorno, prodotta dalla Cinetelevisione per l'agenzia Full Advertising per la grappa Bocchino Sigillo Nero, diretta da Renzo Pesci, con protagonista Mike Bongiorno e in onda dal 1974 al 1976, di cui è celebre l'episodio girato sulla cima del Monte Cervino in cui Bongiorno grida lo slogan "Sempre più in alto!".
Il singolo è stato pubblicato nel 1974 in un'unica edizione in Italia dalla EMI Odeon in formato 7" con numero di catalogo 3C 006-18051. Il singolo è stato poi pubblicato anche in Portogallo con il titolo tradotto in Um suspiro dalla EMI, sempre in formato 7", con numero di catalogo 8E 006 - 18 051 G. La title track Un sospero è stata pubblicata inoltre in Germania come retro del singolo successivo Abra-Kad-Abra, pubblicato dalla Columbia.

## Tracce
1. Un sospero – 3:27 (Ciro Dammicco, Bruno Santori)
2. Ea-rio – 4:08 (Ciro Dammicco)

Durata totale: 7:35